# レベル・オブ・ディテール
レベル・オブ・ディテール（英: Level of Detail、略名: LOD）は、3次元コンピュータグラフィックスにおけるモデルの詳細度を表す用語、あるいはコンピュータの計算負荷を軽減するための技術である。

## 単に用語としてのLOD
モデルをどこまで詳細に表現するかの度合いを表す用語。主にBIMなどで使用される。「LOD + 数字」というようにモデルの詳細度を表し、進捗を示すことも多い。

## 技術としてのLOD
一般には、カメラとの距離に応じてモデルのポリゴン数を減らすことで、見た目を大きく損なうことなくコンピュータの負荷を軽減させる。同時に、モデルに用いるテクスチャの解像度も下げられることが多い。また、さらに遠くに表示されるモデルについては、完全にレンダリングから除外してしまうこともある。
主にコンピュータゲームなど、リアルタイムでの表示を必要とする分野で頻繁に使用される。特に、プレイヤーが自由にキャラクターやカメラを操作することができるゲームでは、非常に一般的に用いられる技術である。2023年における、家庭用ゲームソフトの売上トップ5作品のなかで、3DCGを多用する『ゼルダの伝説 ティアーズ オブ ザ キングダム』、『ピクミン4』、『ポケットモンスター スカーレット・バイオレット』の3作品は、いずれもこの技術を採用している。
なお、オブジェクトのフレームレートを距離によって落とすような処理も存在するが、これはLODではなく、明確な呼称も存在しない。ただし、Unreal EngineにおいてはUpdate Rate Optimizations（URO）と表記される。

### おもな実現方法
ゲームエンジンなど開発環境によって手順は異なるが、基本的には制作者があらかじめ数段階のモデルを用意し、ソフトウェア側に切り替えさせる。自動でポリゴン数を削減したモデルを生成する機能が用意されていることもあるが、意図しない形にモデルが崩れてしまうこともある。